# Catàleg Bibliogràfic de les Illes Balears
El Catàleg Bibliogràfic de les Illes Balears o CABIB és el principal catàleg col·lectiu de la Comunitat Autònoma de les Illes Balears i es basa en el sistema INNOPAC-Millenium.

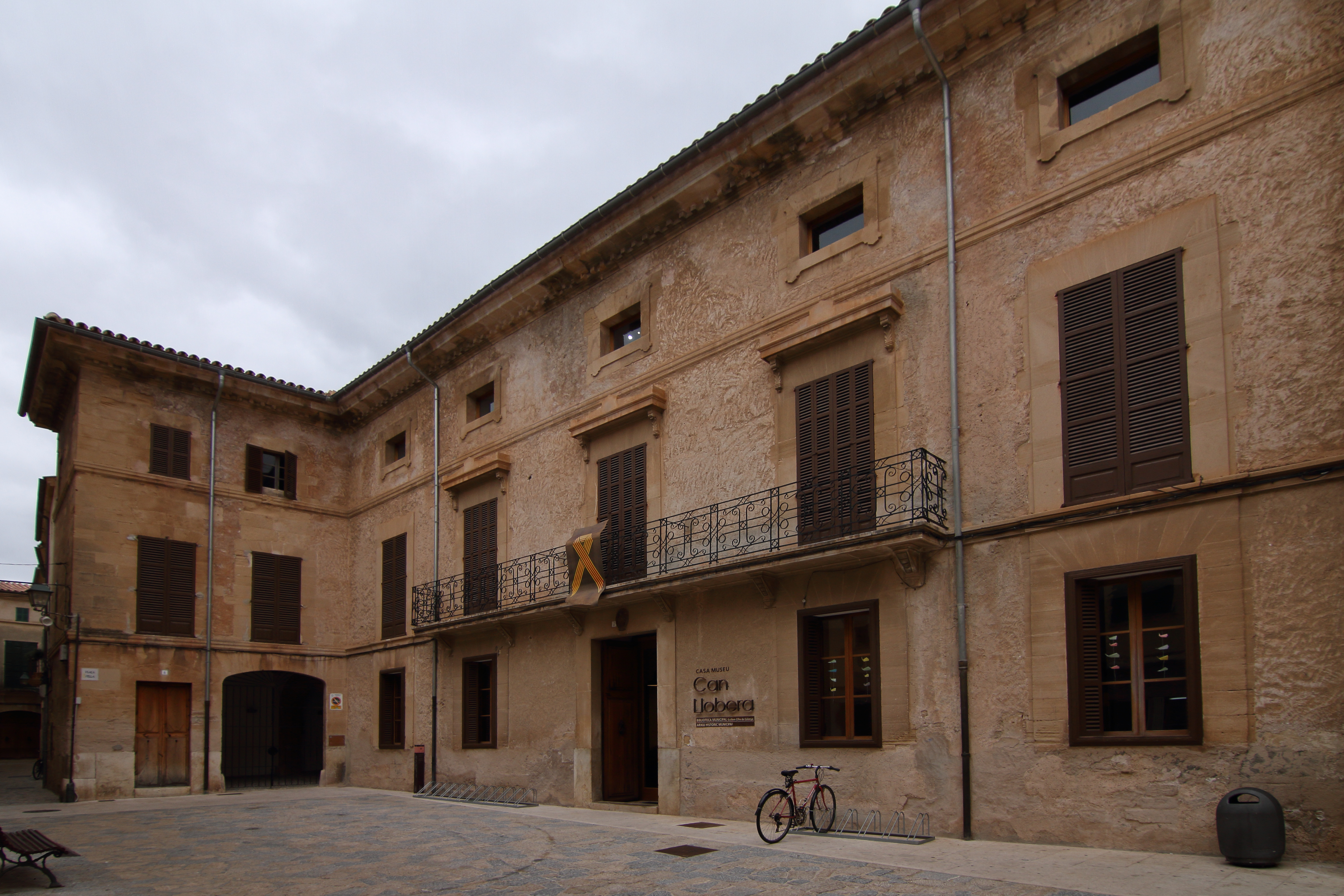
La Biblioteca Municipal de Pollença, Can Llobera, forma part del CABIB.

## Història
Es tracta d'un projecte de cooperació bibliotecària que té com a objectius oferir a totes les biblioteques de les Illes Balears un sistema comú de gestió bibliotecària amb els darrers avenços tecnològics i permetre als ciutadans poder accedir a tota la informació bibliogràfica de les Illes a través d'un mateix entorn des de qualsevol biblioteca i des de qualsevol ordinador connectat a Internet.
Sorgeix l'any 2000 d'un conveni entre la UIB i el Govern de les Illes Balears i durant el mateix any es varen signar convenis de col·laboració entre el COFUC, els Consells Insulars, l'Ajuntament de Palma i la Fundació Biblioteca d'Alcúdia Can Torró per al seu desenvolupament. Actualment hi participen, mitjançant un conveni, la majoria de les institucions amb competències bibliotecàries de la Comunitat Autònoma.

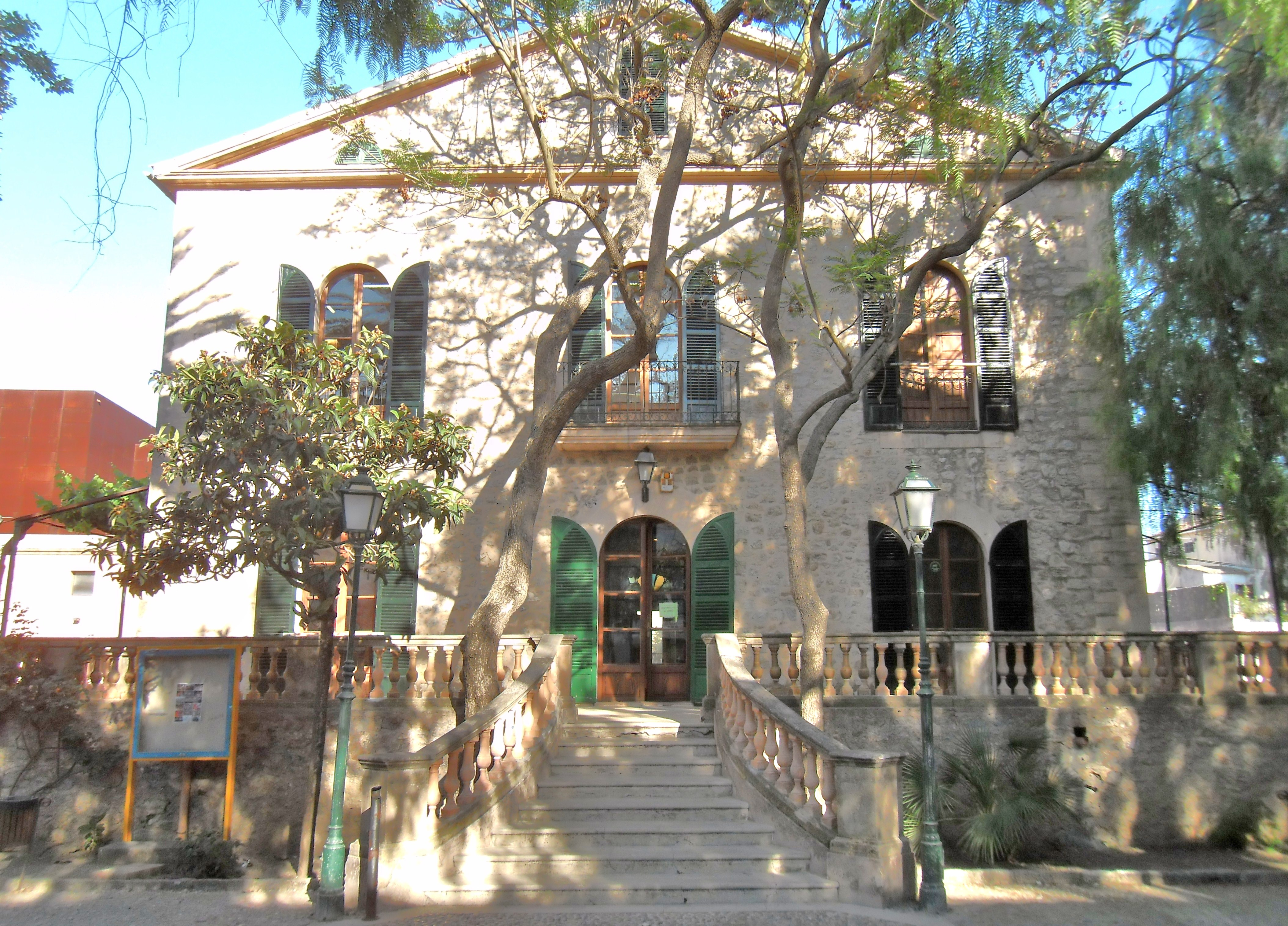
Els fons de la Biblioteca d'Artà Na Batlessa, també es poden consultar al catàleg col·lectiu.

## Descripció del projecte
La UIB, concretament el Servei de Biblioteca i Documentació, s'encarrega de dur a terme la coordinació del projecte, l'administració del sistema informàtic i la formació dels bibliotecaris per al seu ús.
La base de dades del CABIB és un catàleg web que organitza i posa a l'abast dels ciutadans els fons bibliogràfics de la major part de les biblioteques de les Illes Balears, possibilita diversos tipus de consulta mitjançant cerques intel·ligents i informa de la disponibilitat i modalitat d'accés a cada obra. En 2019 Compta amb uns 200.000 títols de llibres i d'altre material documental corresponents a uns 500.000 volums, distribuïts entre un centenar de biblioteques.
La possibilitat de treballar de manera conjunta permet a les biblioteques importants estalvis, ja que es duu a terme una catalogació compartida i ofereix grans possibilitats de difusió dels fons perquè els fa accessibles individualment o col·lectiva a través d'Internet.

## Biblioteques que formen part del CABIB
En aquests moments estan integrades al CABIB 176 biblioteques, que pertanyen a les diverses institucions associades al projecte: Govern de les Illes Balears, Universitat de les Illes Balears, Consell Insular de Mallorca, Consell Insular de Menorca, Consell Insular d'Eivissa, Ajuntament de Palma i la Biblioteca Ca'n Torró. Concretament, les institucions, biblioteques i col·leccions que participen en aquest projecte són:
- Govern de les Illes Balears

- Universitat de les Illes Balears

- Consell Insular de Mallorca:

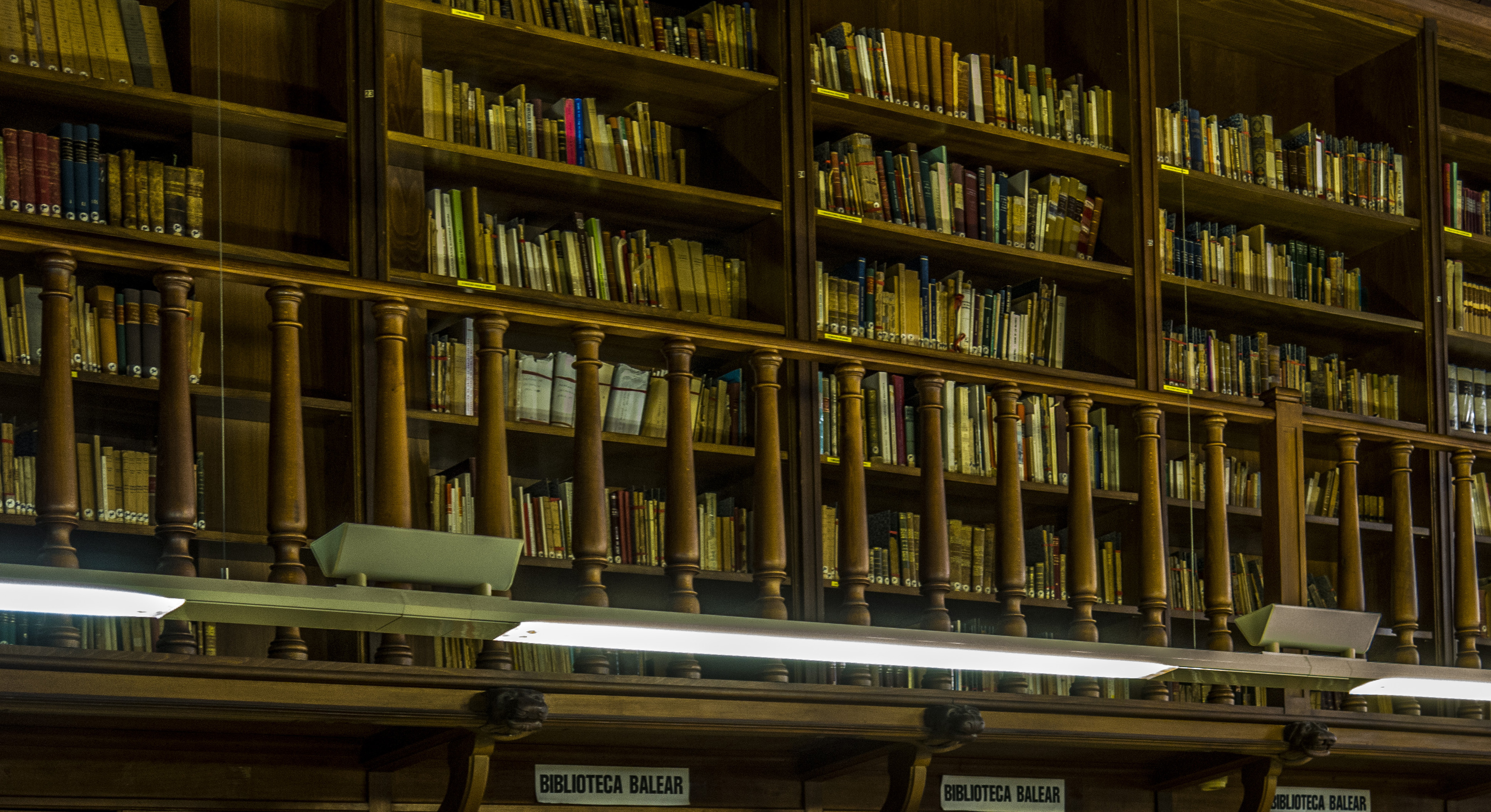
La Biblioteca de Cort, com totes les biblioteques municipals de Palma, col·laboren amb aquest projecte

- - Les biblioteques del Consell Insular de Mallorca que es gestionen, directa i únicament, des del Servei de Cultura són les següents: 
    - Biblioteca de Cultura Artesana
    - Biblioteca Lluís Alemany
    - Centre Coordinador de Biblioteques

  - Biblioteques d'arxiu: 
    - Biblioteca de l'Arxiu del So i la Imatge
    - Biblioteca Auxiliar de l'Arxiu General del Consell de Mallorca

  - A més a més, n'hi ha d'altres biblioteques que reben el suport d'aquest Departament: 
    - Mitjançant acords de col·laboració interna: 
      - Centre de Documentació i Publicacions de FODESMA

    - Mitjançant una Fundació regida per un Patronat: 
      - Biblioteca de la Casa Museu Llorenç Villalonga

    - Mitjançant convenis de col·laboració: 
      - Biblioteca Balear
      - Centre de Documentació del Fons Mallorquí de Solidaritat i Cooperació
      - Biblioteca de la Reial Acadèmia de Medicina de les Illes Balears
      - Xarxa de biblioteques municipals, amb 70 biblioteques dels municipis de l'illa de Mallorca integrades en el Centre Coordinador de Biblioteques

- Consell Insular de Menorca:

- - La Xarxa de Biblioteques de Menorca, que comprèn les següents: 
    - Biblioteca Pública d'Alaior
    - Biblioteca Pública d'Es Castell
    - Biblioteca Pública de Ciutadella de Menorca
    - Biblioteca Pública de Ferreries
    - Centre de Lectura de Fornells
    - Biblioteca Pública de Maó
    - Biblioteca Pública d'Es Mercadal
    - Biblioteca Pública d'Es Migjorn Gran
    - Biblioteca Pública de Sant Lluís

  - Biblioteca de la Fundació Rubió Tudurí-Andrómaco
  - Biblioteca de l'Ateneu de Maó
  - Col·leccions bibliogràfiques:
    - Llegat Hernández Mora (Biblioteca Hernández Sanz-Hernández Mora)
    - Col·lecció Vives Escudero
    - Llegat Francesc d'Albranca

- - Maó disposa també de biblioteca pública de titularitat estatal gestionada pel Govern Balear, el seu catàleg és consultable a través del CABIB dins les biblioteques del Govern Balear.

- Consell Insular d'Eivissa:

Des del Centre Coordinador de Biblioteques del Consell Insular d'Eivissa es coordina el funcionament del CABIB amb totes les biblioteques de l'illa d'Eivissa implicades en aquest projecte:
- - Biblioteca Pública Insular d'Eivissa (gestionada directament pel Consell Insular d'Eivissa)
  - Biblioteca Municipal d'Eivissa Can Ventosa
  - Biblioteca de l'Arxiu Històric Municipal d'Eivissa Can Botino
  - Biblioteca Municipal de Sant Antoni de Portmany
  - Biblioteca Municipal de Sant Joan de Labritja
  - Biblioteca Municipal de Sant Jordi de ses Salines Vicent Serra i Orvay
  - Biblioteca Municipal de Sant Josep de sa Talaia
  - Biblioteca Municipal de Santa Eulària des Riu
  - Centre de Documentació Ambiental d'Eivissa (gestionat per la Biblioteca Pública Insular d'Eivissa)

- Ajuntament de Palma (Biblioteques municipals de Palma)

- Biblioteca Can Torró